# فرهنگ‌گرایی
در فلسفه و جامعه‌شناسی، فرهنگ گرایی بیان می‌کند که اهمیت اصلی فرهنگ در آن است که فرهنگ نیروی سازمان دهنده اصلی در امور انسانی است. این مفهوم در ابتدا توسط فلسفه و جامعه‌شناس لهستانی-آمریکایی، فلورین زانیانیکی در کتاب خود واقعیت فرهنگی (۱۹۱۹) به زبان انگلیسی مطرح شد و بعداً به لهستانی با عنوان kulturalizm ترجمه شد. زانینسکی یک مفهوم مشابه در نشریات به زبان لهستانی را پیش تر با عنوان اومانیسم (humanizm) معرفی کرده بود.

## ویژگی‌ها
از جمله جنبه‌های اساسی فلسفه فرهنگ گرایی دو دسته است: ارزش و عمل. الیزابت هالاس، فرضیات زیر را مشخص می‌کند:
- «دوگانگی فاعل و موضوع باید بر طرف شود و اندیشه باید با واقعیت متحد شود.»
- «واقعیت یک نظم مطلق نیست بلکه در تحول خلاق تغییر می‌کند.»
- «همه تصاویر جهان نسبی هستند.»
- «مخالفت با طبیعت و فرهنگ یا تابع فرهنگ با طبیعت کذب است.»
- «ارزش عمومی‌ترین دسته توصیف واقعیت است.»

فرهنگ گرایی زانسیکی دیدگاه‌های مدرن جامعه شناختی ضد ضداجتماعی و ضد طبیعت‌گرایی بود را تحت تأثیر قرار داد.